# Кер, Роберт, 2-й герцог Роксбург
Роберт Кер, 2-й герцог Роксбург (англ. Robert Ker, 2nd Duke of Roxburghe; ок. 1709 — 20 августа 1755) — шотландский аристократ, пэр и землевладелец.

## Биография
Единственный сын Джона Кера, 1-го герцога Роксбурга (1680—1741), и леди Мэри Финч (1677—1718), дочери Дэниела Финча, 2-го графа Ноттингема (1647—1730), и его первой жены, леди Эссекс Рич (ок. 1652—1684). Имел чин коммодора Королевского военно-морского флота.
24 мая 1722 года Роберт Кер был произведен в графы Кер из Уэйкфилда в графстве Йоркшир и бароны Кер из Уэйкфилда в графстве Йоркшир (оба титулы в Пэрстве Великобритании).
27 февраля 1741 года после смерти своего отца Роберт Кер унаследовал титул 2-го герцога Роксбурга, а также все остальные родовые титулы и владения.
20 августа 1755 года Роберт Кер скончался, его титулы и владения унаследовал его старший сын Джон Кер, 3-й герцог Роксбург.

## Семья
16 июня 1739 года Роберт Кер женился на своей двоюродной сестре Эссекс Мостин (? — 7 декабря 1764), дочери сэра Роджера Мостина, 3-го баронета (1673—1739), и Эссекс Финч (? — 1721), дочери вышеупомянутого графа Ноттингема от его 2-й жены, достопочтенной Энн Хаттон (? — 1743). У них было пятеро детей:
- Лорд Джон Кер, впоследствии 3-й герцог Роксбург (23 апреля 1740 — 19 марта 1804)
- Леди Эссекс Кер (род. 9 марта 1742 года — умерла младенцем)
- Леди Эссекс Кер (род. 25 марта 1744 года), подружка невесты на свадьбе королевы Шарлотты в 1761 году, умерла незамужней
- Леди Мэри Кер (род. 17 марта 1746 года), умерла незамужней
- Подполковник лорд Роберт Кер (27 августа 1747 — 20 марта 1781).

## Титулатура
- 1-й барон Кер из Уэйкфилда, Йоркшир (с 24 мая 1722)
- 1-й граф Кер из Уэйкфилда, Йоркшир (с 24 мая 1722).
- 2-й герцог Роксбург (с 27 февраля 1741)
- 6-й лорд Роксбург (с 27 февраля 1741)
- 2-й виконт Броксмут (с 27 февраля 1741)
- 2-й граф Келсо (с 27 февраля 1741)
- 2-й маркиз Боумонт и Кессфорд (с 27 февраля 1741)
- 6-й лорд Кер из Кессфорда и Кавертауна (с 27 февраля 1741)
- 6-й граф Роксбург (с 27 февраля 1741)
- 2-й лорд Кер из Кессфорда и Кавертауна (с 27 февраля 1741).

1. ↑  Lundy D. R. Robert Ker, 2nd Duke of Roxburghe // The Peerage (англ.)